# Capsala onchidiocotyle
Capsala onchidiocotyle är en plattmaskart. Capsala onchidiocotyle ingår i släktet Capsala och familjen Capsalidae. Inga underarter finns listade i Catalogue of Life.